# Alseodaphne gracilis
Alseodaphne gracilis är en lagerväxtart som beskrevs av André Joseph Guillaume Henri Kostermans. Alseodaphne gracilis ingår i släktet Alseodaphne och familjen lagerväxter. Inga underarter finns listade i Catalogue of Life.